# Entente sportive des Trois Cités Poitiers
 (juillet 2017).
Si vous disposez d'ouvrages ou d'articles de référence ou si vous connaissez des sites web de qualité traitant du thème abordé ici, merci de compléter l'article en donnant les références utiles à sa vérifiabilité et en les liant à la section « Notes et références ».
Maillots
L'Entente sportive des Trois Cités Poitiers est un club de football français basé à Poitiers et fondé en 1970. 
Il tire son nom des cités Saint-Cyprien, du Clos Gaultier et des Sables, construites et aménagées dans les années 1950 et 1960 au sud de la ville de Poitiers, pour former l'actuel quartier des Trois-Cités.
Ce club de quartier doit, en partie, sa notoriété à sa section féminine. En effet, l'équipe poitevine des Trois Cités atteint pour la première fois de son histoire la Division 1 en 1985, après avoir joué quinze ans au niveau régional de la Ligue du Centre-Ouest. Le club se maintient durant trois saisons à ce niveau avant de plonger dans les divisions régionales jusqu’à son retour en seconde division. Les années 2000 sont cependant difficile pour le club qui descend petit à petit jusqu'à la Division d'Honneur en 2010. Le club réagi rapidement en remontant directement en Division 2 dès la saison suivante.
L'équipe fanion du club, entrainée par Jean-Marie Villeminey, participe à nouveau au championnat de seconde division lors de la saison 2011-2012. Il s'ensuit à nouveau une descente en troisième division puis au niveau régional.
Actuellement, l'équipe féminine évolue en Division d'Honneur au sein de la Ligue de football Nouvelle-Aquitaine au stade Jean-Luc Gaboreau de Poitiers. 
L'équipe masculine du club qui n'a jamais réussi à percer au niveau national, évolue en Départemental 1, au sein du District de football de la Vienne, à ce jour.

## Palmarès
Le tableau suivant liste le palmarès du club actualisé à l'issue de la saison 2011-2012 dans les différentes compétitions officielles au niveau national et régional.
| Compétitions régionales     | Équipes de jeunes           |
| Votre aide est la bienvenue | Votre aide est la bienvenue |

## Bilan saison par saison
Le tableau suivant retrace le parcours du club depuis la création de la première division en 1974.
| Édition   | Division 1  | Division 2             | Division 3             | Divisions Régionales                    | Coupe de France   |
| 1974-1985 | -           | -                      | Championnat inexistant | …                                       | Coupe inexistante |
| 1985-1986 | 5e (Gr. D)  | -                      | Championnat inexistant | -                                       | Coupe inexistante |
| 1986-1987 | 4e (Gr. D)  | Championnat inexistant | Championnat inexistant | -                                       | Coupe inexistante |
| 1987-1988 | 9e (Gr. C)  | Championnat inexistant | Championnat inexistant | -                                       | Coupe inexistante |
| 1988-1989 | -           | Championnat inexistant | Championnat inexistant | …                                       | Coupe inexistante |
| 1989-1990 | 10e (Gr. B) | Championnat inexistant | Championnat inexistant | -                                       | Coupe inexistante |
| 1990-2000 | …           | …                      | Championnat inexistant | …                                       | Coupe inexistante |
| 2000-2001 | -           | 4e (Gr. A)             | Championnat inexistant | -                                       | Coupe inexistante |
| 2001-2002 | -           | 3e (Gr. A)             | Championnat inexistant | -                                       | 16e de finale     |
| 2002-2003 | -           | 7e (Gr. A)             | -                      | -                                       | non connu         |
| 2003-2004 | -           | 10e (Gr. A)            | -                      | -                                       | non connu         |
| 2004-2005 | -           | -                      | 5e (Gr. D)             | -                                       | non connu         |
| 2005-2006 | -           | -                      | 9e (Gr. D)             | -                                       | non connu         |
| 2006-2007 | -           | -                      | -                      | …                                       | non connu         |
| 2007-2008 | -           | -                      | 7e (Gr. B)             | -                                       | 1er Tour Fédéral  |
| 2008-2009 | -           | -                      | 6e (Gr. D)             | -                                       | 1er Tour Fédéral  |
| 2009-2010 | -           | -                      | 7e (Gr. D)             | -                                       | non connu         |
| 2010-2011 | -           | -                      | Championnat inexistant | 3e (Division d'Honneur) 1er (CIR Gr. C) | 16e de finale     |
| 2011-2012 | -           | 9e (Gr. B)             | Championnat inexistant | -                                       | 32e de finale     |
| 2012-2013 | -           | 11e (Gr. B)            | Championnat inexistant | -                                       | 16e de finale     |